# Andreas Mayerhoffer

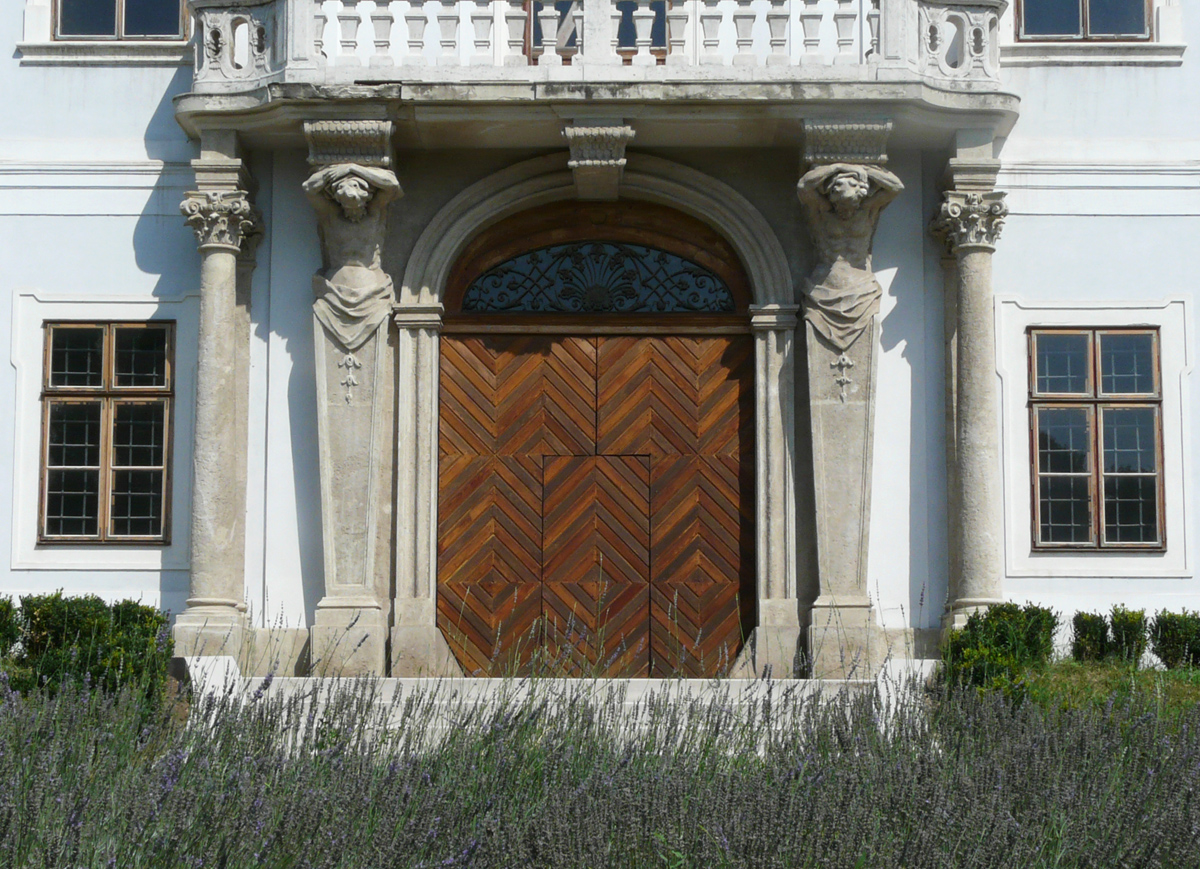
Hatvan, Grassalkovich-Herrenhaus, in der Mitte Torrahmen und Balkon von Steingeländer eingerahmt, das von zwei Säulen und Hermas getragen wird.

Andreas Mayerhoffer (auch András Mayerhoffer, * 1690 in Salzburg, Fürsterzbistum Salzburg; † 1771 in Pest, Königreich Ungarn) war Maurerparlier, Architekt, Baumeister und Designer.

## Leben
Er kam in jungen Jahren aus Salzburg nach Ungarn, ließ sich in Pest nieder. Mit seinem Lehrmeister Johann Lukas von Hildebrandt beteiligte er sich am Bau des Ráckeve-Palastes. 1724 erhielt er das Bürgerrecht, wurde Mitglied der Baumeisterzunft und gründete eine Familie. Aus seiner Ehe mit Regina gingen mehrere Kinder hervor. Von diesen haben András und János seine Berufung fortgeführt.
1728 wurde eine Meisterstelle in der Pester Maurer- und Steinmetzzunft für ihn frei. Er arbeitete hauptsächlich als Bauunternehmer, beschäftigte sich aber auch mit Design. Mit seinem Betrieb entsprach er den Wünschen seiner Bauherrn, der Familie Grassalkovich und ihres Freundeskreises. Sein Hauptwerk war das Schloss Gödöllő, die hier beobachteten Stilelemente finden sich auch in seinen anderen Werken wieder (Schlösser Gács, Pécel, Nagytétény).

## Werke
Eine Auswahl:

### Palier für Lukas von Hildebrandt
Schloss Ráckeve
Der Schlossbau von Prinz Eugen von Savoyen wurde 1702 begonnen und war 1722 abgeschlossen.
- Petar Puhmajer weist darauf hin:

„..in der von Lipold Kliegel, dem Verwalter des Ráckeve-Anwesens von Prinz Eugen von Savoyen unterzeichneten Petition an den Magistrat der Stadt Pest, den Baumeister Andreas Mayerhoffer als Handwerker anzuerkennen, gibt Kliegel Mayerhoffer als Palier an, im „fortgesetzten und abgeschlossenen Bau“ auf den Gütern des Prinzen Eugen in Ráckeve und Bilje und dass Johann Lucas von Hildebrandt ihn 1720 nach Ráckeve und Bilje schickte und dass das Schloss in Ráckeve 1722 fertiggestellt war.“

Jagdschloss Savoyen in Bilje
Architekt Hildebrandt schickte den Maurerpalier Mayerhoffer um 1720 nach Bilje, die Burg war bereits fertiggestellt. Er hatte den Auftrag eine Schlosskapelle zu errichten, Fertigstellung war 1721. Die Kapelle diente bis 1775 auch als Pfarrkirche.
Zuschreibung: Ab 1722 Bauleitung Kirche St. Peter und Paul in Topolje
Piaristenkirche Kecskemet
Nach Plänen von András Mayerhoffer von 1729 bis 1742 erbaut, die gesamte Ausstattung wurde 1760 fertiggestellt.

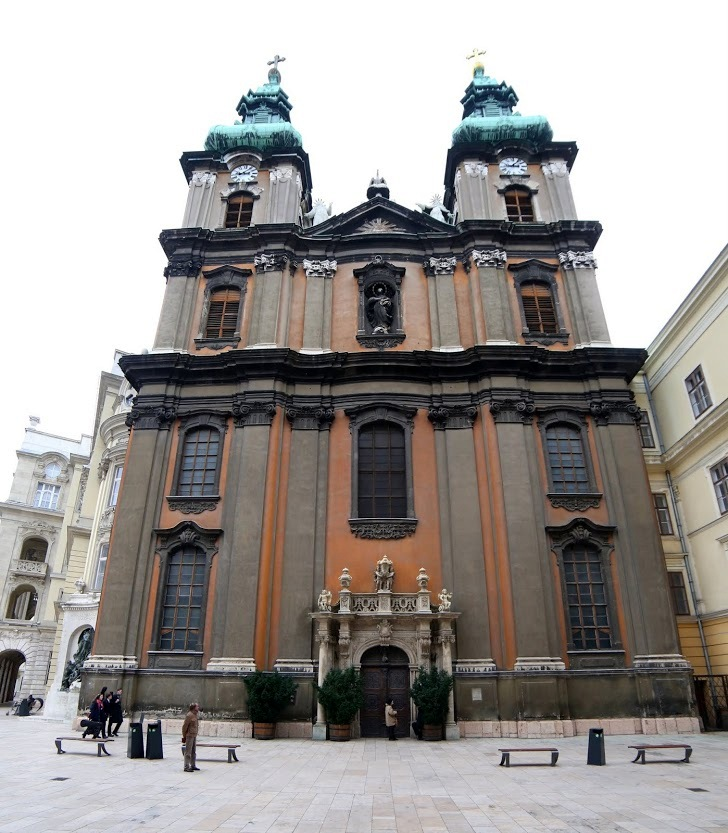
Universitätskirche Budapest 
Der Paulanerorden erbaute die Universitätskirche 1725–1742, die Fertigstellung der Türme erfolgte 1771.
Der Kirchenbau, dessen Planverfasser unbekannt ist, wurde von drei Baumeistern geleitet. Der erste Bauabschnitt von Mátyás Drenker, einem örtlichen Meister. Nach seinem Tod im Jahr 1729 übernahm Andreas Mayerhoffer die Leitung des Werkes. Mayerhoffer – dessen künstlerischer Stil den Einfluss der großen Meister des österreichischen Barock, Johann Bernhard Fischer von Erlach und Johann Lucas von Hildebrandt – errichtete die Seitenwände der Kirche und des Altarraums. 1735 übertrug er die Bauleitung an seinen einstigen Lehrjungen Márton Siegl aus Oberschlesien, der die Gewölbe und die Fassade errichtete.
Serbische Kirche Hl. Georg Budapest
In Pest siedelten sich Serben an, zum Bau einer Serbischen Kirche Hl. Georg beauftragten sie 1733 den Architekten Andreas Mayerhoffer, der sie in ihrem heutigen Aussehen schuf.

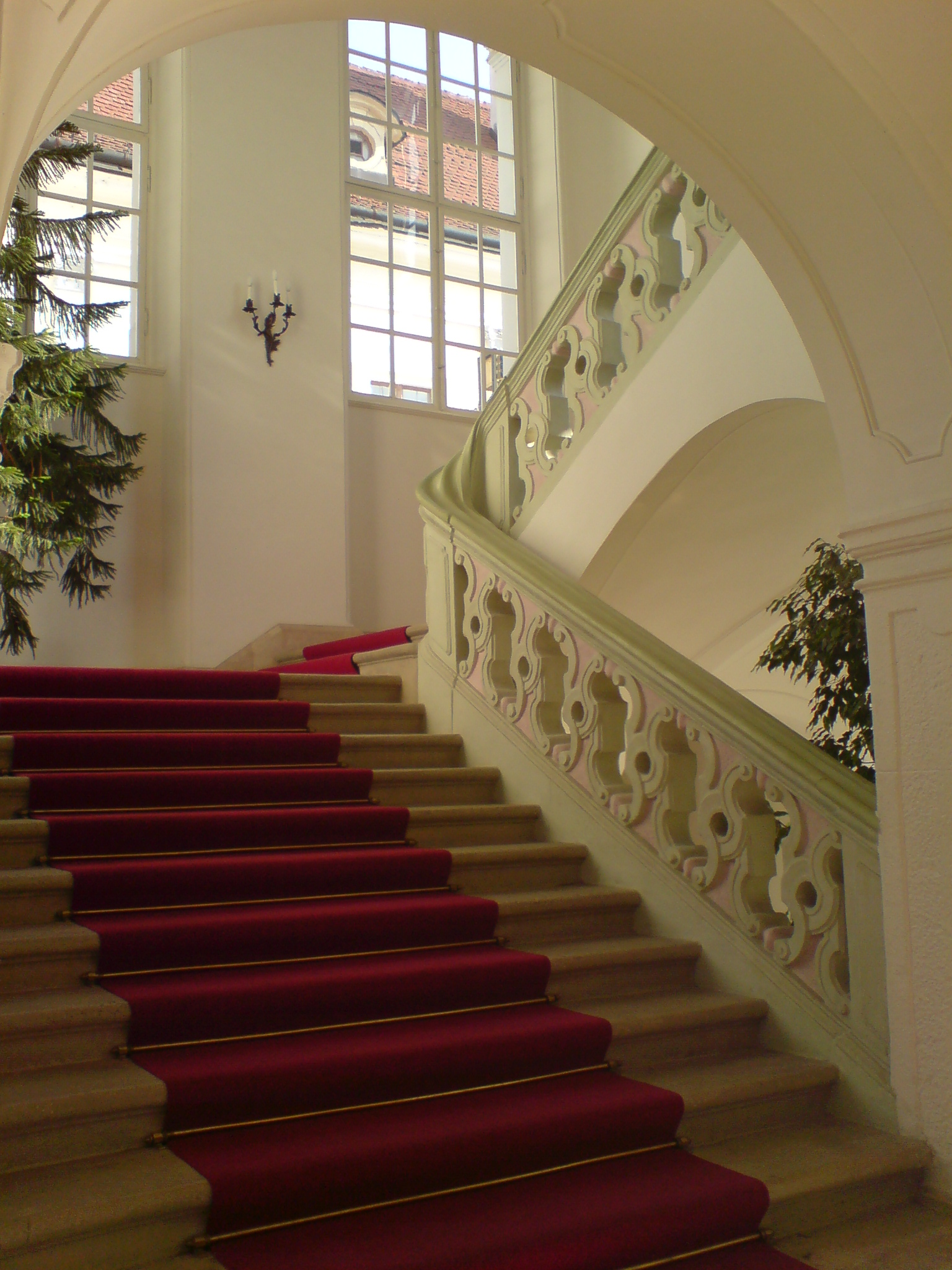
Treppenhaus Gödöllö

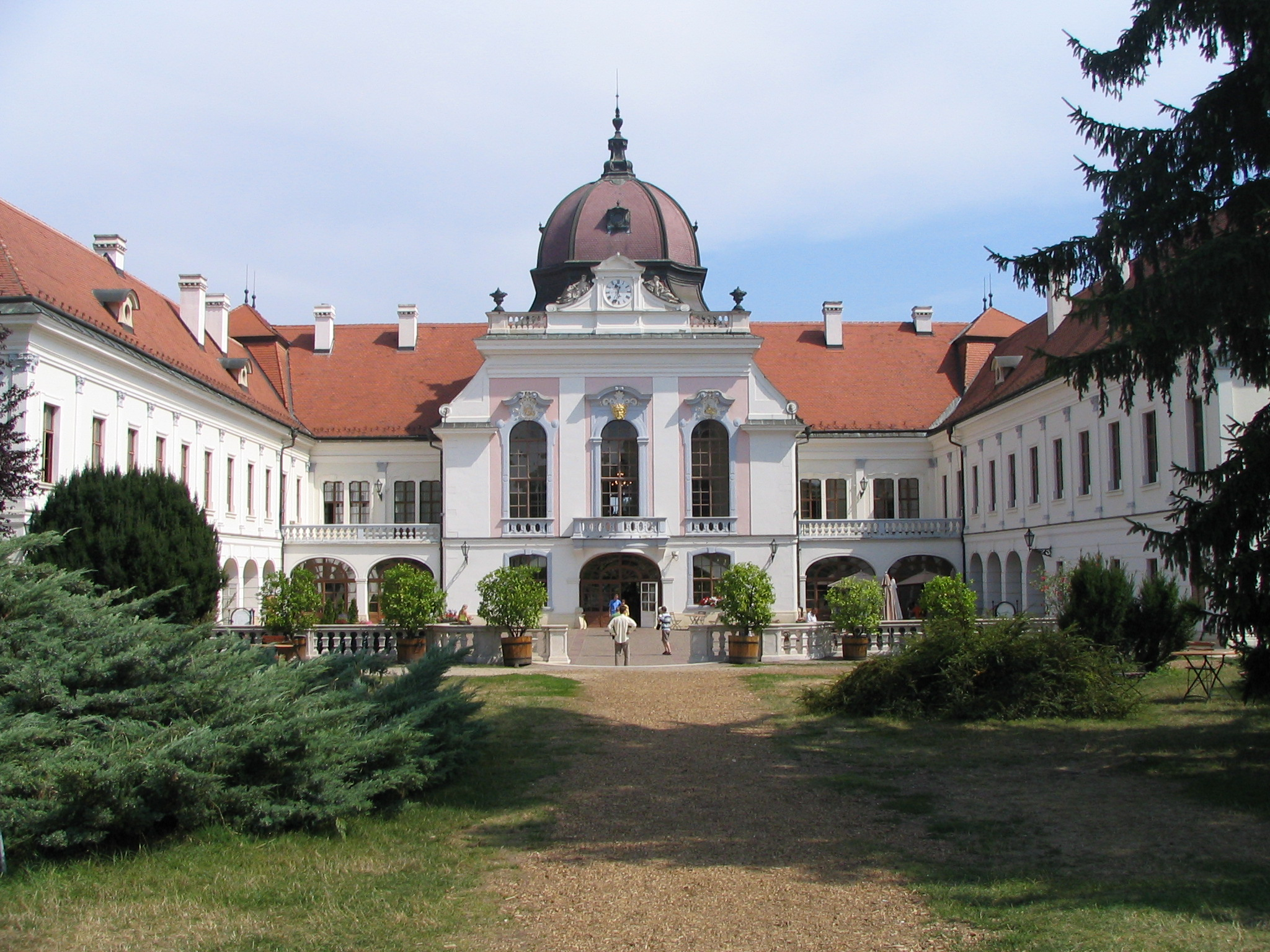
Schloss Gödöllö

### Hofbaumeister für Graf Antal Grassalkovich I.
Schloss Gödöllö, nahe Budapest
Antal Grassalkovich I. errichtete von 1735 bis 1745 Schloss Gödöllö. Der Architekt war Andreas Mayerhoffer, der in den Archivalien das Treppenhaus signierte. Der Bau wurde mehrmals erweitert.  Das Schloss Grassalkovich in Gödöllő zählt zu den Höhepunkten von Mayerhoffers Werken.

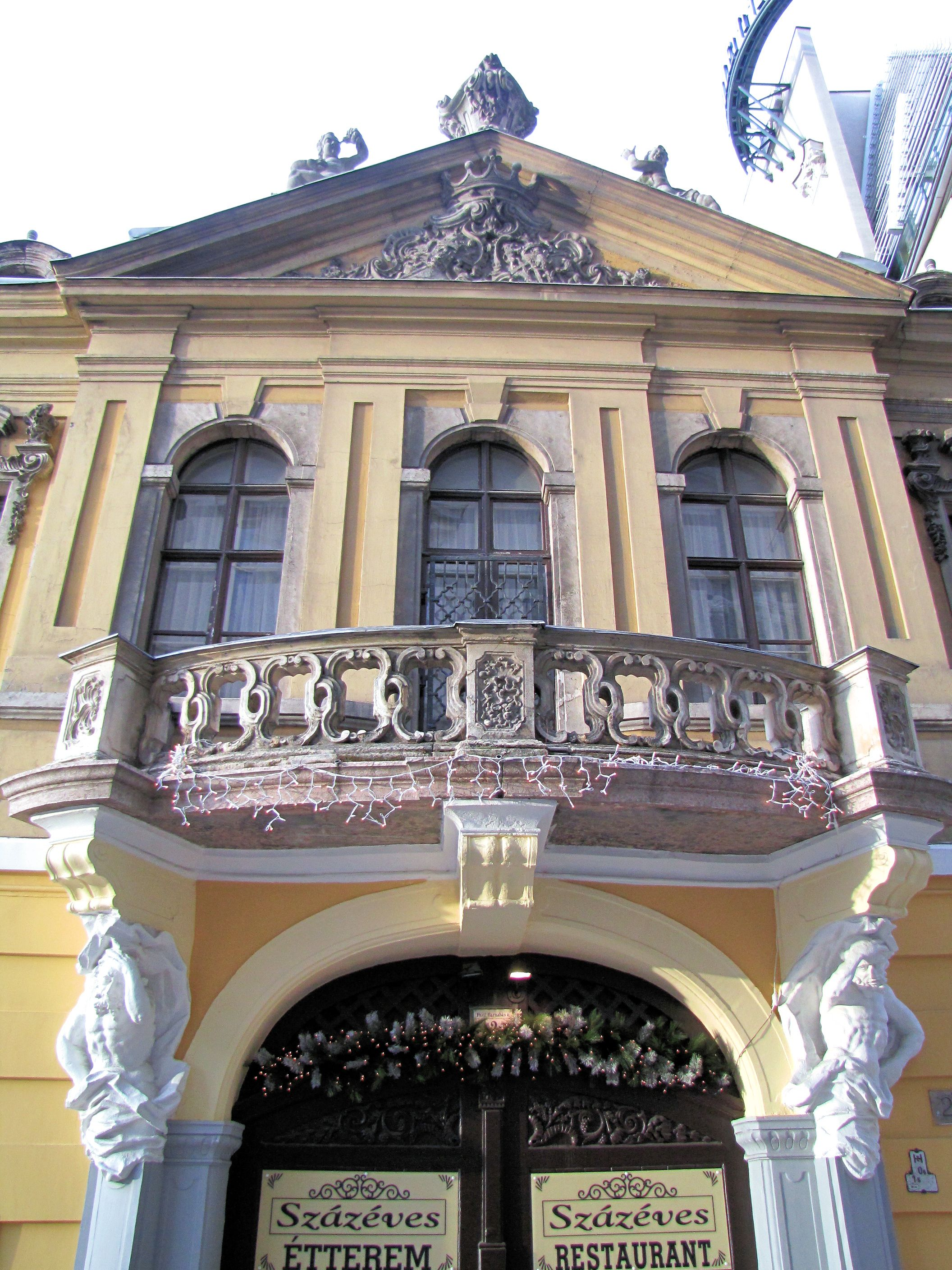
Hauptfassade Mittlerer Risalit

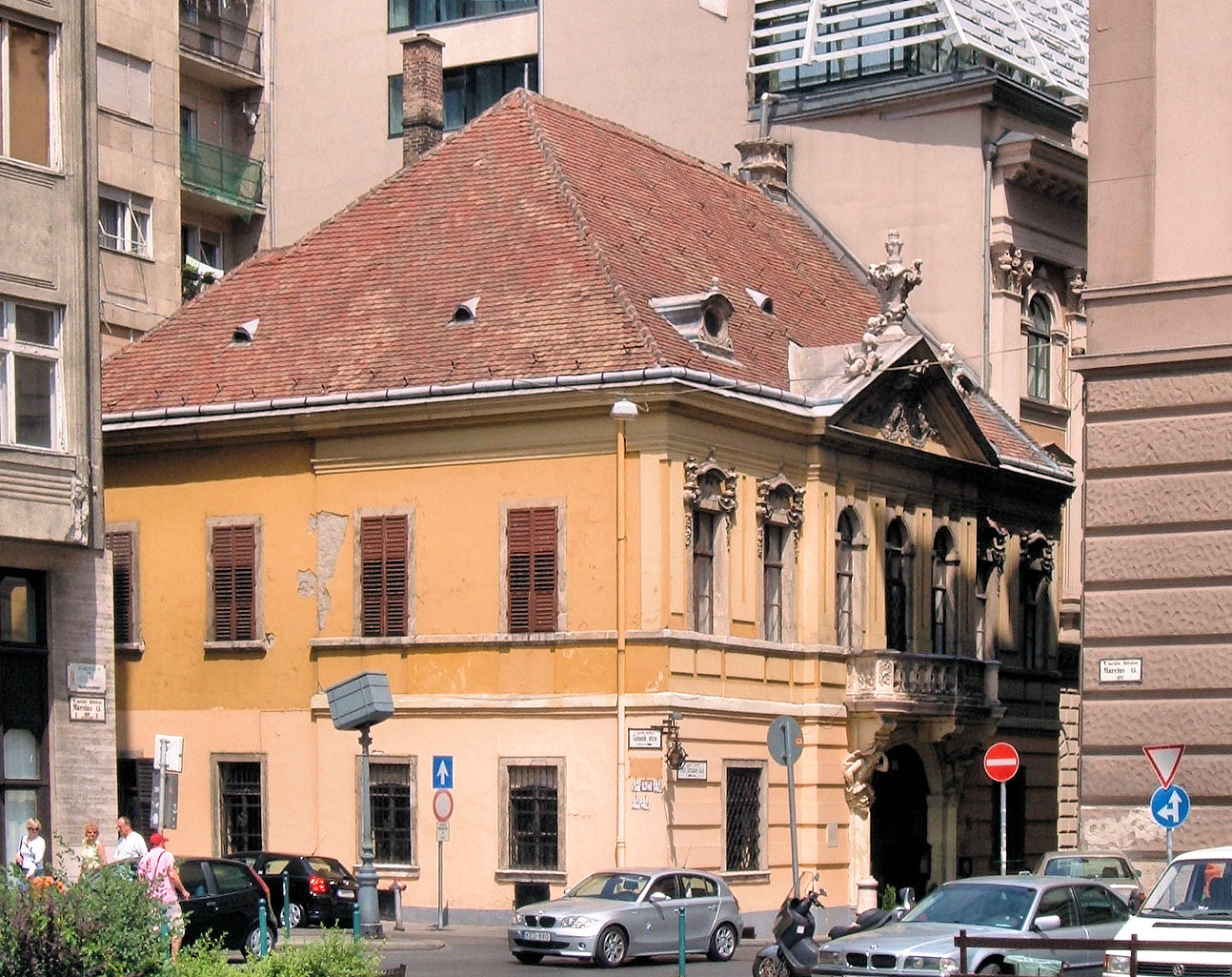
Palais Péterffy

Mariä Verkündigungs-Kirche in Szentendre
Die Mariä Verkündigungs-Kirche Szentendre wurde 1752–1755 nach Plänen von Andreas Mayerhoffer, dem Führer der Pester Baumeistergilde errichtet. Die Einrichtung verbindet byzantinischen Bildinhalt mit Rokoko- und Zopfstil-Ornament.
Péterffy-Palast in Belváros, Budapest
1756 in Pest nach Plänen von Baron János Péterffy und András Mayerhoffer erbaut. Mit Mayerhoffer wurde 1756 ein Vertrag abgeschlossen.
Stadtpalais Grassalkovich in Pressburg
Das Palais Grassalkovich wurde 1760 für Graf Antal Grassalkovich I., Präsident der königlich ungarischen Hofkammer, durch den Architekten Andreas Mayerhoffer errichtet. Schloss Gödöllő bei Budapest war baugeschichtlich ein Vorbild für das Palais in Pressburg.
Schloss Halič, Slowakei

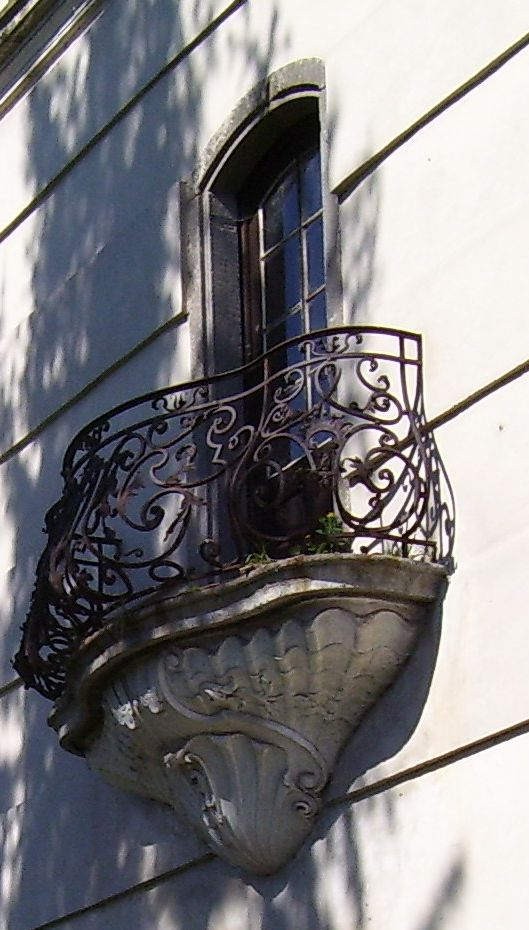
Barocker Balkon am Schloss Halič

Das Schloss Halič, im Besitz der ungarischen Adelsfamilie Forgách, brannte 1709 völlig ab und wurde 1762 unter der Leitung des Architekten Andreas Mayerhoffer wieder aufgebaut. Damals erhielt es seine heutige Form.
Schloss Teleki in Gornești, Mureș, Rumänien
Das barocke Schloss wurde nach seinen Plänen erbaut, Baubeginn war 1771, die Arbeiten führten Baumeister Pál Schmid und in der Folge sein Sohn aus.

## Gedenken
Pest-Buda 12. September 2021
- László Bálint Nagy: András Mayerhoffer, der Schöpfer des ungarischen Barockstils, starb vor 250 Jahren.[13]